# Ranunculus maclovianus
Ranunculus maclovianus är en ranunkelväxtart som beskrevs av Urv.. Ranunculus maclovianus ingår i släktet ranunkler, och familjen ranunkelväxter. Inga underarter finns listade i Catalogue of Life.